# Opactwo Siegburg
Opactwo Siegburg (Michaelsberg) – dawny klasztor benedyktynów istniejący od 1064 do 1803, a następnie od 1914 do 2011 w Siegburgu w Niemczech.

## Historia
Klasztor wraz z kościołem został ufundowany najprawdopodobniej w 1064 przez arcybiskupa Kolonii Annona II. Klasztor założono na górze Siegburg, gdzie wcześniej (prawdopodobnie od X w.) znajdował się zamek palatyna lotaryńskiego Henryka I, pokonanego przez Annona. Pojawiła się wówczas także nazwa Michaelsberg, pochodząca od patrona klasztoru, św. Michała. Pierwszy raz klasztor wzmiankowany jest w dokumencie króla Henryka IV Salickiego z 1065. Obsadzony został pierwotnie przez Annona zakonnikami benedyktyńskimi z klasztoru św. Maksymina w Trewirze, jednak potem fundator sprowadził tu także zakonników z włoskiego opactwa Fruttuaria, znajdującego się pod wpływem reformy kluniackiej – dzięki czemu Siegburg stał się ośrodkiem reformy klasztornej na terenie arcybiskupstwa. Anno został pochowany w kościele klasztornym w 1075, w klasztorze już wkrótce po jego śmierci powstał jego żywot, a po kanonizacji w 1183 stał się centrum jego kultu. Dzięki wsparciu fundatora i kolejnych arcybiskupów Kolonii oraz sprawnemu zarządzaniu klasztor uzyskał duże znaczenie. 
Z czasem znaczenie klasztoru jako centrum reformy zanikło i następował upadek życia monastycznego. Na początku XV w. doszło do konfliktu między klasztorem a położonym u jego stóp miastem Siegburg i księciem Bergu, zakończonym pomyślnie dla opactwa, które utrzymało zwierzchność nad miastem. Podczas wojny trzydziestoletniej w klasztorze stacjonowały wojska hiszpańskie, a następnie cesarskie, a w 1632 wkroczyły do niego wojska szwedzkie, które okupowały go blisko trzy lata. W wieku XVIII sytuacja ekonomiczna klasztoru stopniowo się pogarszała, a przestrzeganie reguły zakonnej słabło, na dodatek w 1772 doszło w klasztorze do pożaru. 
W 1803 klasztor zsekularyzowano – zakonnicy zostali wysłani na emeryturę, wyposażenie kościelne zlicytowano, a w budynkach klasztornych umieszczono początkowo koszary i szkołę, a następnie od 1825 zakład psychiatryczny, a od 1878 więzienie. W 1914 powrócili tu benedyktyni, pochodzący z holenderskiego Merkelbeek, jednak w czasie I wojny światowej umieszczono tu szpital dla rannych na froncie zachodnim. Ponownie wojsko przejęło klasztor na szpital w czasie II wojny światowej i usunęło stąd zakonników. 28 grudnia 1944 klasztor uległ zniszczeniu w alianckim bombardowaniu Siegburga, a kolejne szkody odniósł w wyniku walk w tej okolicy. Prace rekonstrukcyjne podjęto pod koniec lat 40. XX w., a od 1970 prowadzono szeroko zakrojone prace remontowe. W 2011 klasztor został ostatecznie opuszczony przez zakonników – z powodów ekonomicznych i kadrowych. W budynkach poklasztornych siedzibę znalazły instytucje diecezjalne.

## Architektura
Do czasów współczesnych nie dotrwały budynki pochodzące z okresu założenia klasztoru – podczas badań archeologicznych odkryto ich relikty. Z zachowanych źródeł wynika, że pierwotny kościół klasztorny był romański, następnie rozpoczęto przebudowę w stylu gotyckim. Obecne zabudowania klasztorne pochodzą z drugiej połowy XVII i z XVIII w. i wzniesiono się w stylu barokowym. Zbudowano je na planie czworoboku – kościół i pozostałe skrzydła klasztorne otaczają duży dziedziniec. W XIX w. przy zabudowaniach dawnego klasztoru wznoszono nowe budynki, jednak po zniszczeniach w okresie II wojny światowej ich nie odbudowano.

## Galeria

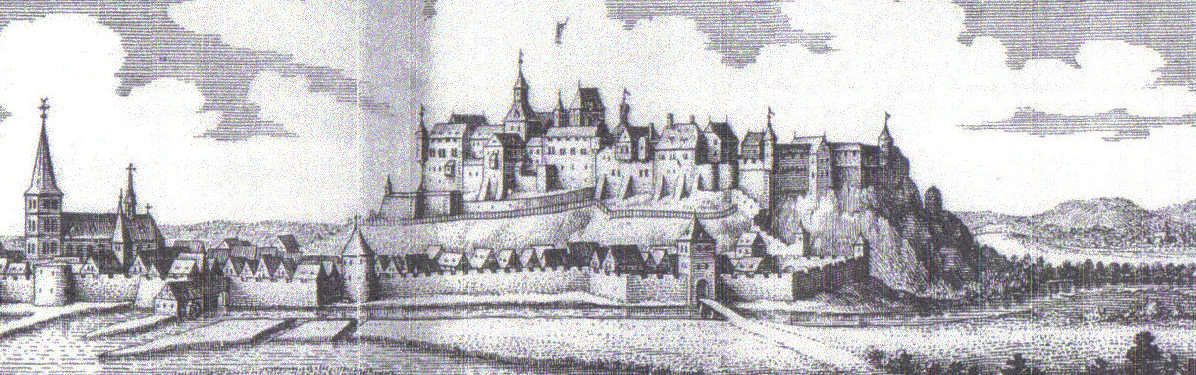
Widok opactwa z pierwszej połowy XVII w.
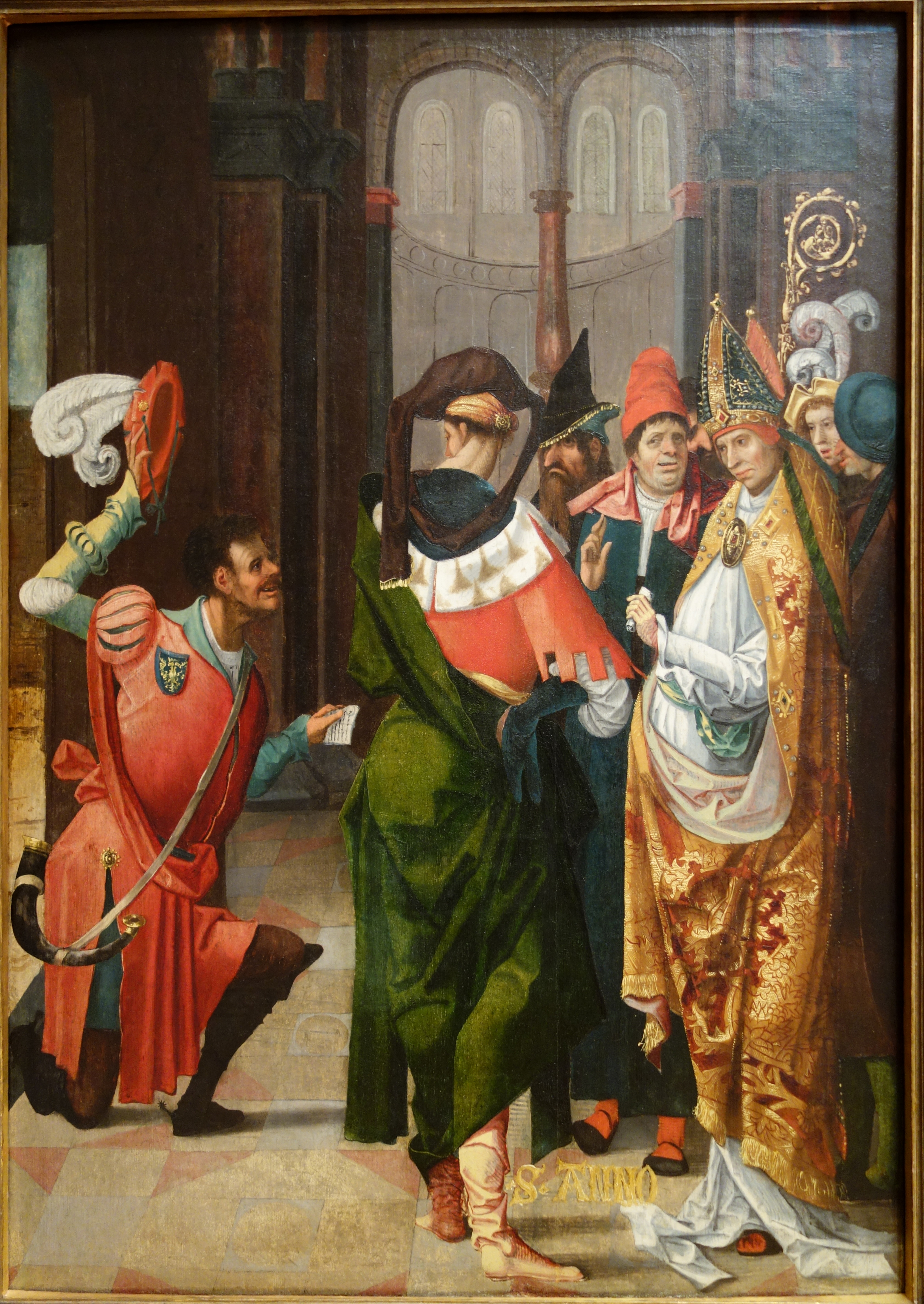
Założenie opactwa przez Annona II, obraz z 1520
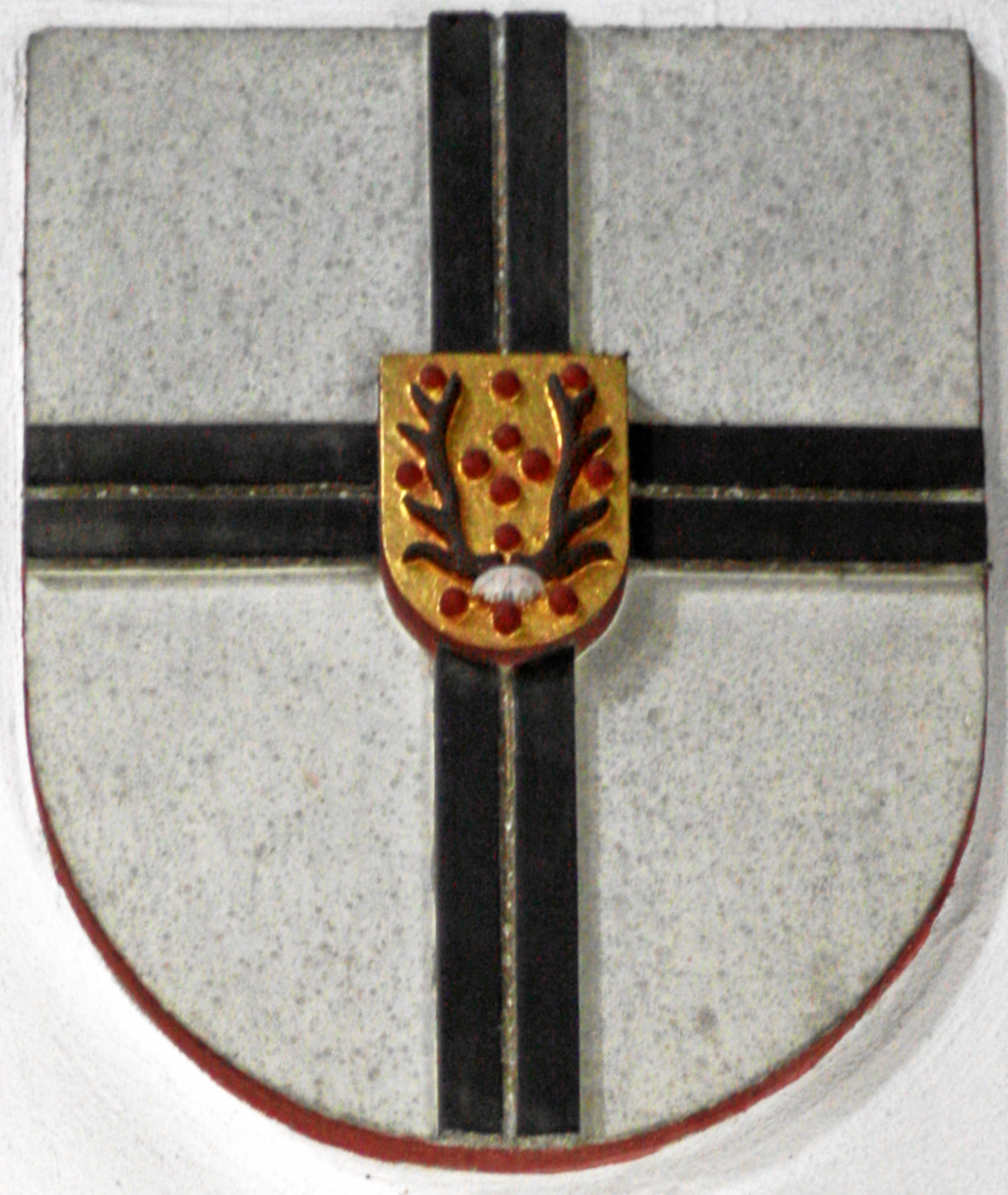
Herb opactwa